# Skalica
 Ovo je glavno značenje pojma Skalica. Za Okrug pogledajte Okrug Skalica.
Skalica (njem. Skalitz, mađ. Szakolca) je grad u zapadnoj Slovačkoj u Trnavskom kraju  na samoj granici s Češkom. Grad je upravno središte Okrugu Skalica.

## Povijest
Grad se prvi puta spominje 1217. godine pod imenom Zaculcza. Naziv se odnosi na stijene na kojima je prvobitno naselje sagrađeno. Godine 1372. grad je dobio prava i privilegije slobodnog kraljevskog grada. Husniti su 1428. napali i uništili grad kada je veliki dio ljudi pretežno njemačkoga govornog područja napustilo grad. Tijekom 16. stoljeća pripadnici sekte Habaner naselili su se u grad.
Nakon Drugog svjetskog rata, grad je pokušavao iskoristiti svoju poziciju kao okružni grad, za otvaranjem novih poslova, škola i građenje novih zgrada, ali i očuvanje starog dijela grada. Godine 1960. Skalica je postala dio Okruga Senica , To je trajalo do 1996., kada je Skalica postala zaseban okrug.
Danas je Skalica ekonomski najjači grad u regiji Záhorie, jača i od konkuretnog grada Senice, grad postaje i turistička destinacija zahvaljujući sačuvanom centru i povijesnim spomenicima.

## Stanovništvo
| Godina:     | 1993.  | 2003.   | 2013.   | 2023.   |
| ----------- | ------ | ------- | ------- | ------- |
| Broj ljudi: | 14 806 | 14 980  | 14 714  | 15 461  |
| Razlika:    |        | +1,17 % | -1,77 % | +5,07 % |

| Godina:     | 2022.  | 2023.   |
| ----------- | ------ | ------- |
| Broj ljudi: | 15 471 | 15 461  |
| Razlika:    |        | -0,06 % |

Po popisu stanovništva iz 2021. godine grad je imao 15.573 stanovnika. Po popisu stanovništva u gradu živi najviše Slovaka.
- Slovaci 88,98 %
- Česi 2,16 %
- Romi 0,15 %

Prema vjeroispovijesti najviše je rimokatolika 50,65 %, ateista 32,74 % i luterana 4,72 %.

## Poznate osobe
- Bela II. Slijepi, kralj
- Žigmund Pálffy, hokejaš
- Miroslav Zálešák, hokejaš
- János Csernoch, mađarski kardinal
- Gyula Juhász, mađarski pjesnik[7]

## Gradovi prijatelji
- Schwechat, Austrija
- Freyburg, Njemačka
- Strážnice, Češka

## Vanjske poveznice
- Službena stranica grada

### Ostali projekti
|  | Zajednički poslužitelj ima još gradiva o temi Skalica |